# Micragone joiceyi
Micragone joiceyi är en fjärilsart som beskrevs av Eugène Louis Bouvier 1930. Micragone joiceyi ingår i släktet Micragone och familjen påfågelsspinnare. Inga underarter finns listade i Catalogue of Life.

## Bildgalleri

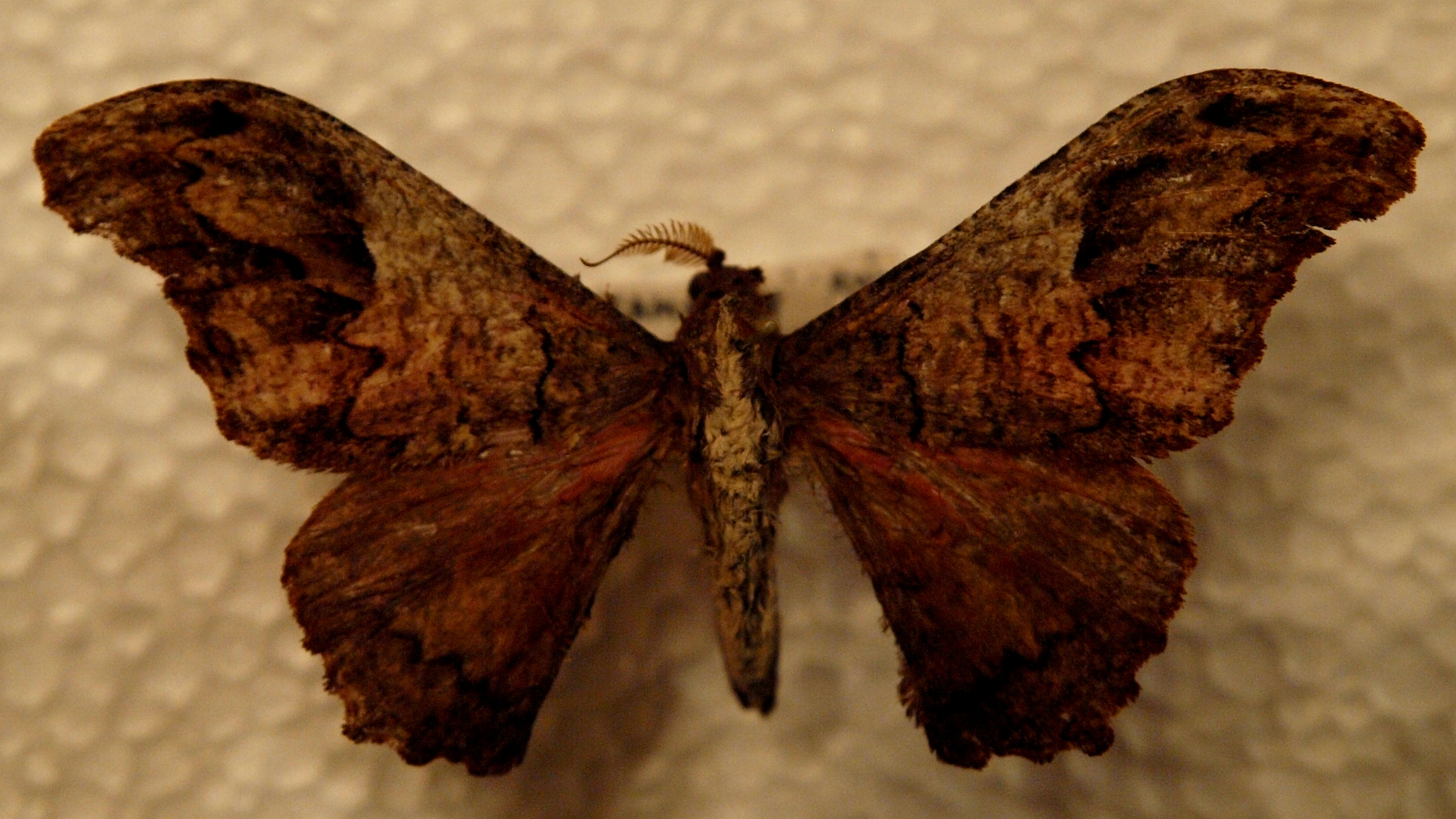